# Герб Венгрии
Герб Венгрии (венг. Magyarország címere) — официальный государственный символ Венгрии; один из главных государственных символов наряду с Государственным флагом и Государственным гимном. Представляет собой рассечённый щит; геральдически правая (для зрителя левая) часть щита семикратно пересечена на червлень и серебро; в левой части щита в червлёном поле серебряный патриарший крест, лапчатый на концах, поставленный на золотой короне, венчающей зелёную гору о трёх вершинах. Щит увенчан короной святого Стефана.

## История герба
Наиболее распространённые анималистские мотивы геральдики IX и начала X веков, такие, как грифон, волк и т. п. являются довольно редкими фигурами венгерской поздней иконографии и геральдической символики. Однако ястреб или турул (венг. Turul), который по шаманистским понятиям почивал на древе жизни, соединяющем землю, преисподнюю и небо, сохранился дольше, в качестве атрибутов правящего венгерского дома.

| | Полосы Арпадов название геральдической и вексиллологической комбинации, названной так по имени правящей венгерской династии Арпадов, правившей с кон. IX века по 1301 год. С начала XIII века «полосы Арпадов» находятся в постоянном использовании в венгерской геральдике, в частности, на государственных гербах. В настоящее время их можно видеть в правой части (слева для смотрящего) нынешнего герба Венгрии. |
| | Двойной крест (не ранее 1000/1001 года) Другим древним элементом венгерского герба является двойной крест. Долгое время считалось, что он был дан римским папой Сильвестром II св. Иштвану, правившему Венгрией ещё с 997 года в качестве князя, и коронованному легатом папы римского Сильвестра ІІ Астриком на Рождество 1000 (или 1001) года. Иштвану I был присвоен титул апостолического короля Венгрии, что давало королю, который правил до 1038 года, как светскую, так и духовную власть в 10 епархиях, а также право свободного распространения веры и автономное управление церковью в Венгрии, и позволило стране сохранить реальную независимость от папы. Достоверных изображений герба того времени не сохранилось. |
| Герб короля Св. Ласло (1077—1095) Слева представлен примерный герб короля Св. Ласло (1077—1095), восстановленный по Кодексу Ингерама 1459 года (справа). | |
| | Герб Белы III (1172—1196) Одной из наиболее распространённых теорий является происхождение двойного венгерского креста, благодаря византийскому влиянию, поскольку он появился около 1190 года во время правления короля Белы III, который был воспитан при византийском дворе. В это время изображение креста появилось на гербах и монетах той эпохи. Венгерские и словацкие геральдисты (поскольку тот же символ используется и в гербе Словакии) возражают против теории о том, что двойной крест ведёт своё происхождение от святых Кирилла и Мефодия |
| | Герб Имре I (1196—1204) Впервые документально подтверждено использование полос Арпадов на венгерском гербе в 1202 году — на печати короля Имре I. На этой печати не было двойного креста, только полосы, на которых было расположено девять львов на белых полосах. |
| | Герб Ласло III (1204—1205) На гербе Ласло III, сына Имре I, было уже всего семь львов, расположенных лицом друг к другу. Однако, этот герб использовался лишь в течение короткого времени. |
| | Герб Андраша II (1205—1235) На золотой печати следующего короля, Андраша II было также семь львов, расположенных лицом друг к другу, но в центре каждой пары львов были изображены листья липы. |
| | Герб Белы IV (1235—1270) Король Бела IV вновь стал использовать герб с двойным крестом. Это изображение мы видим на его королевской печати. |
| | Герб Иштвана V (1246—1272) Сын Белы, Иштван V, бывший до смерти отца его соправителем — младшим королём Венгрии, использовал на своей печати несколько изменённый вариант отцовского герба. |
| | Герб Ласло IV Куна (1272—1290) Преемник Иштвана V Ласло IV Кун также использовал на своей печати мотив двойного креста. |
| | Герб Андраша III (1290—1301) Король Андраш III продолжил использовать герб с двойным крестом, снова модифицировав его. Андраш III стал последним королём из династии Арпадов. |
| | Герб Ласло V Чеха (1301—1305) Следующим венгерским королём стал представитель чешской династии Пржемысловичей король Вацлав III, известный в Венгрии под именем Ласло V Чех. Несмотря на это, на ряде гравюр и миниатюр видно, что он изображается на троне под гербом с полосами Арпадов. Однако, также известна личная печать короля Ласло V с чуть модифицированным двойным (патриаршим) крестом на зелёном троехолмии. |
| | Герб Белы V (1305—1307) Вацлава III на венгерском престоле под именем Белы V на пару лет сменил Оттон III, герцог Нижней Баварии из династии Виттельсбахов. Однако, и его часто изображают на миниатюрах с гербом Арпадов. Известна также печать Белы V с традиционным венгерским двойным крестом с минимальными изменениями от предшественника. |
| | Герб Анжу-Сицилийского дома (1310—1342) Пришедшие к власти после пресечения династии Арпадов на венгерском троне утвердились представители Анжуйской династии. Чтобы подчеркнуть свою легитимность и преемственность, они присоединили к своему фамильному гербу с лилиями красные и белые полосы герба Арпадов. |
| | Герб Королевства Венгрия (1342—1780) Уже с началом правления Людовика I (1342—1382) на правую часть герба вернулся белый крест на зелёном холме. Во время правления Уласло I (1440—1444) из рода Ягеллонов над гербом появилась корона. Сначала это была обычная диадема, а с 1464 года она повторяла Святую Корону Венгрии с печати Матвея Корвина. Корона на кресте появилась в XVII веке. Окончательный вариант герба был установлен во время правления короля Матьяша II Габсбурга в начале XVII века. Его использование стало регулярным во время правления королевы Марии Терезии. |
| | Герб Королевства Венгрия (1780—1848) Впоследствии герб Венгрии становится всё более и более сложным. Он включил в себя гербы территорий, входивших в состав земель Короны Святого Стефана: Хорватии, Далмации, Славонии и Боснии, но так называемый «малый герб» всегда оставался в его центральной части. Указанный герб с некоторыми изменениями использовался с заключения Австро-Венгерского соглашения 1867 года до конца Первой мировой войны (1918). «Наружные» гербы на данном щите (против часовой стрелки от верхнего левого) — гербы Далмации, Славонии, Боснии (добавлен в 1915 году), Фиуме, Трансильвании и Хорватии. Когда Венгрия стала частью империи Габсбургов, этот герб стал частью имперского герба, но при Иосифе II, который даже не был коронован короной Святого Стефана, был исключён из него.                 |
| | Герб периода Венгерской революции (1848—1849) Во время Венгерской революции, приведший на время к падению монархии, 14 апреля 1849 года гербовый щит изменил форму, а также лишился Святой Короны. В остальном новый герб («герб Кошута» — в честь Лайоша Кошута, тогдашнего президента Венгрии). В «большом гербе» корону заменил лавровый венок как в центральной части, так и над щитом. После подавления революции и заключения в 1867 году австро-венгерского соглашения центральная часть герба была включена в единый герб Австро-Венгрии. |
| | Герб Королевства Венгрия Уже с началом правления Людовика I (1342—1382) на правую часть герба вернулся белый крест на зелёном холме. Во время правления Уласло I (1440—1444) из рода Ягеллонов над гербом появилась корона. Сначала это была обычная диадема, а с 1464 года она повторяла Святую Корону Венгрии с печати Матвея Корвина. Корона на кресте появилась в XVII веке. Окончательный вариант герба был установлен во время правления короля Матьяша II Габсбурга в начале XVII века. Его использование стало регулярным во время правления королевы Марии Терезии. |
| | Герб Королевства Венгрия в составе Австро-Венгрии Впоследствии герб Венгрии становится всё более и более сложным. Она включила в себя гербы территорий, входивших в состав земель Короны Святого Стефана: Хорватии, Далмации, Славонии и Боснии, но так называемый «малый герб» всегда оставался в его центральной части. Указанный герб с некоторыми изменениями использовался с заключения Австро-Венгерского соглашения 1867 года до конца Первой мировой войны (1918). «Наружные» гербы на данном щите (против часовой стрелки от верхнего левого) — гербы Далмации, Славонии, Боснии (добавлен в 1915 году), Фиуме, Трансильвании и Хорватии. Когда Венгрия стала частью империи Габсбургов, этот герб стал частью имперского герба, но при Иосифе II, который даже не было коронован короной Святого Стефана, был исключён из него. |
| | Герб Королевства Венгрия в составе Австро-Венгрии Впоследствии герб Венгрии становится всё более и более сложным. Она включила в себя гербы территорий, входивших в состав земель Короны Святого Стефана: Хорватии, Далмации, Славонии и Боснии, но так называемый «малый герб» всегда оставался в его центральной части. Указанный герб с некоторыми изменениями использовался с заключения Австро-Венгерского соглашения 1867 года до конца Первой мировой войны (1918). «Наружные» гербы на данном щите (против часовой стрелки от верхнего левого) — гербы Далмации, Славонии, Боснии (добавлен в 1915 году), Фиуме, Трансильвании и Хорватии. Когда Венгрия стала частью империи Габсбургов, этот герб стал частью имперского герба, но при Иосифе II, который даже не было коронован короной Святого Стефана, был исключён из него. |
| | Герб Венгрии в период с 1944 по 1945 год С 16 октября 1944 до 8 мая 1945 года Венгрия находилась под прямым управлением Германии. Вариант герба, использовавшегося с 27 января по 8 мая 1945 года, представлял собой видоизменённую эмблему «Партии скрещённых стрел» (стреловидный крест и латинская буква Н, являющейся первой буквой слова Hungaria — лат. Венгрия), с наложенным на неё малым гербом Королевства Венгрии. Этот вариант герба изображался на Государственной печати Венгрии. |
| | Герб Венгрии в период с 1946 по 1949 год (Герб Кошута) Фактически герб Кошута отличается от современного герба Венгрии только отсутствием короны и формой щита (польский щит). |
| | Герб Венгерской Народной Республики с 1949 по 1957 год После поражения Красной Армии вооружённых сил нацистской Германии в Венгрии последовала советская военная оккупация , которая в конечном итоге привела к созданию коммунистического правительства в Венгрии. Между 1946 и 1949 годами использовался герб в стиле Кошута, затем Венгерская Народная Республика представила новый государственный герб в соответствии с социалистической геральдикой , с макетом, очень напоминающим герб Советского Союза. |
| | Герб Венгерской Народной Республики с 1957 по 1989 год Новый герб был создан в конце 1957 года, включив более традиционный геральдический герб (с венгерским красно-бело-зелёным триколором) в структуру социалистической геральдики из венков и красных звезд. Его использование закончилось с принятием нынешнего герба в 1990 году. (автор Ш. Легради) |